# Fresques de Québec

Fresque des Québécois

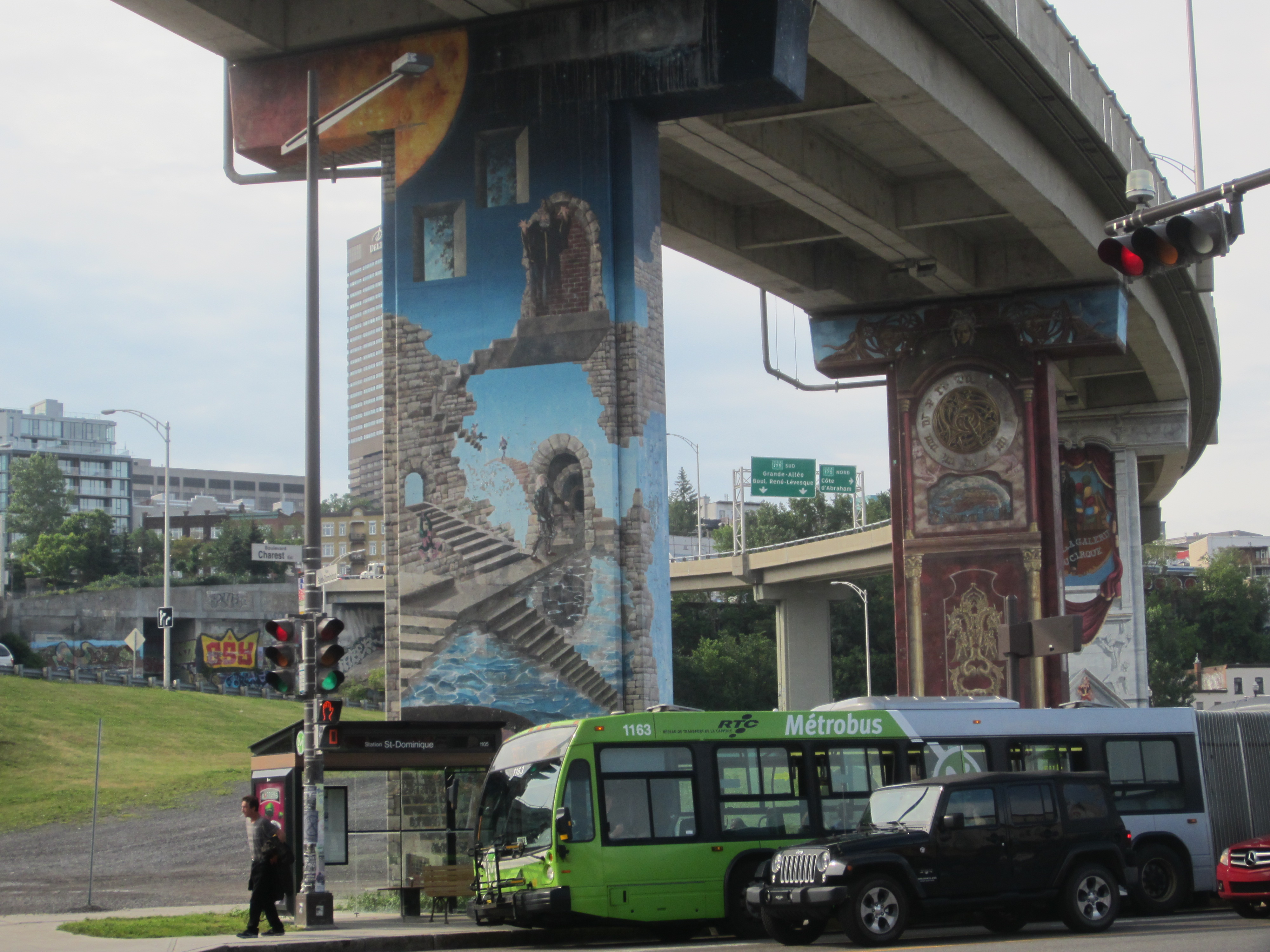
Fresque des Piliers

Fresque du Petit-Champlain

Les fresques de Québec sont des œuvres d'art populaire situées dans la ville de Québec dans la province de Québec au Canada.
Toutes ces fresques sont des réalisations de Murale Création. Elles représentent des éléments importants de l'histoire de la ville de Québec. Elles accueillent des milliers de touristes chaque année.

## Liste des fresques de Québec
- La Fresque des Québécois a été dévoilée le 17 octobre 1999 et restitue à elle seule près de 400 ans d'histoire de la ville. Cette fresque est située sur l'un des murs de la maison Soumande, dans la plus ancienne partie de la ville soit : le Vieux-Québec.

- La Fresque des Piliers : les parties de cette fresque sont situées sur les piliers de l’autoroute Dufferin-Montmorency et le boulevard Charest Est, dans le quartier Saint-Roch. Cette fresque a été réalisée entre 2000 et 2002. Il s’agit d’une des seules fresques représentant non la ville, mais bien des scènes tirées de l’imaginaire. Deux d'entre elles (Le Fond Marin et La Porte du Paradis) furent détruites lors de la démolition des bretelles inutilisées en 2007.

- La Fresque du Petit-Champlain

- La Fresque de l'Hôtel-Dieu

- La Fresque de la bibliothèque Gabrielle-Roy

- La Fresque BMO de la capitale nationale du Québec

## Crédit d'auteurs
- Cet article est partiellement ou en totalité issu de l'article intitulé « Fresque de Trois-Rivières » (voir la liste des auteurs).